# Кобижчанська сільська рада
Коби́жчанська сільська́ ра́да — адміністративно-територіальна одиниця та орган місцевого самоврядування в Бобровицькому районі Чернігівської області. Адміністративний центр — село Кобижча.

## Загальні відомості
- Населення ради: 4 498 осіб (станом на 2001 рік)

## Населені пункти
Сільській раді були підпорядковані населені пункти:
- с. Кобижча

## Склад ради
Рада складалася з 20 депутатів та голови.
- Голова ради: Поддубний Володимир Михайлович
- Секретар ради: Пісецька Любов Миколаївна

### Керівний склад попередніх скликань
| Прізвище, ім'я, по батькові    | Основні відомості                                                 | Дата обрання | Дата звільнення |
| ------------------------------ | ----------------------------------------------------------------- | ------------ | --------------- |
| Поддубний Володимир Михайлович | Сільський голова, 1955 року народження, освіта вища               | 26.03.2006   | 31.10.2010      |
| Поддубний Володимир Михайлович | Сільський голова, 1955 року народження, освіта вища, безпартійний | 31.10.2010   |                 |

Примітка: таблиця складена за даними сайту Верховної Ради України

### Депутати
За результатами місцевих виборів 2010 року депутатами ради стали:

#### За суб'єктами висування
| Суб'єкт висування | Кількість обраних депутатів | %  |
| ----------------- | --------------------------- | -- |
| Партія регіонів   | 10                          | 50 |
| Самовисування     | 10                          | 50 |

#### За округами
| № округу        | Прізвище, ім'я, по батькові         | Дата визнання обраним | Освіта           | Партійна приналежність | Відомості про обраного депутата                                                     |
| --------------- | ----------------------------------- | --------------------- | ---------------- | ---------------------- | ----------------------------------------------------------------------------------- |
| Партія регіонів |                                     |                       |                  |                        |                                                                                     |
| 2               | Данилевський Василь Анатолійович    | 04.11.2010            | вища             | позапартійний          | Бобровицьке відділення ЧОД "Райффайзен Банк Аваль ", начальник                      |
| 3               | Данилевський Станіслав Анатолійович | 04.11.2010            | середня          | позапартійний          | СПД ДанилевськийС. А., підприємець                                                  |
| 4               | Пономаренко Вячеслав Григорович     | 04.11.2010            | вища             | позапартійний          | КРД " Райффайз-зен Банк Аваль"Дніпровське відділення № 8, начальник                 |
| 5               | Пластовець Тетяна Миколаївна        | 04.11.2010            | вища             | позапартійна           | СПД ПластовецьТ. М., підприємець                                                    |
| 7               | Шульга Валентина Миколаївна         | 04.11.2010            | вища             | член Партії регіонів   | благодійна організація «Хавер „дитячий будинок“ Дім друзів», директор               |
| 8               | Бойко Ірина Олексіївна              | 04.11.2010            | вища             | позапартійна           | СПД БойкоІ. О., підприємець                                                         |
| 9               | Мироненко Тетяна Миколаївна         | 04.11.2010            | середня          | позапартійна           | ТОВ " Земля і Воля ", завідуючаскладом                                              |
| 10              | Бойко Віктор Миколайович            | 04.11.2010            | вища             | позапартійний          | СПД БойкоВ. М., підприємець                                                         |
| 11              | Гурбич Роман Миколайович            | 04.11.2010            | вища             | позапартійний          | підприємство «Укрзалізниця», електро-механік зв'язку                                |
| 12              | Потоцький Олександр Олексійович     | 04.11.2010            | середня          | позапартійний          | підприємство «Укроргсинтез», охоронник                                              |
| Самовисування   |                                     |                       |                  |                        |                                                                                     |
| 1               | Житник Вікторія Вікторівна          | 04.11.2010            | середня          | позапартійна           | Кобижчанська сільська рада, бухгалтер                                               |
| 6               | Ярмоленко Олексій Степанович        | 04.11.2010            | середня          | позапартійний          | ТОВ " Земля і Воля «, охоронник                                                     |
| 13              | Кравченко Валерій Павлович          | 04.11.2010            | незакінчена вища | позапартійний          | пожежний поїзд ст. Дарниця, майстер ПТО                                             |
| 14              | Проскура Олена Миколаївна           | 04.11.2010            | вища             | позапартійна           | Кобижчанський дошкільний навчальний заклад» Лісова казка ", завідувачка             |
| 15              | Буглак Петро Михайлович             | 04.11.2010            | вища             | позапартійний          | пенсіонер                                                                           |
| 16              | Гурин Наталія Петрівна              | 04.11.2010            | середня          | позапартійна           | Кобижчанська загальноосвітня школа І-ІІІ ст., бібліотекар                           |
| 17              | Миронюк Ніна Миколаївна             | 04.11.2010            | вища             | позапартійна           | Кобижчанськасільськарада, головний бухгалтер                                        |
| 18              | Пісецька Любов Миколаївна           | 04.11.2010            | вища             | позапартійна           | Кобижчанська сільська рада, секретар виконкому                                      |
| 19              | Парубець Михайло Петрович           | 04.11.2010            | середня          | позапартійний          | СПД Парубець М. П., підприємець                                                     |
| 20              | Патюта Світлана Василівна           | 04.11.2010            | вища             | позапартійна           | Кобижчанська загальноосвітня школа І-ІІІ ст., заступник директора з виховної роботи |